# Pogledets Island
Pogledets Island (englisch; bulgarisch остров Погледец ostrow Pogledez) ist eine eisfreie, erhöhte, in nord-südlicher Ausrichtung 200 m lange und 170 m breite Insel im Archipel der Südlichen Shetlandinseln. Als nördlichste der Dunbar-Inseln vor der Nordostküste der Livingston-Insel liegt sie 0,86 km nordöstlich von Zavala Island, 0,45 km nordwestlich von Aspis Island und 1,45 km des Williams Point.
Britische Wissenschaftler kartierten sie 1968, bulgarische 2009. Die bulgarische Kommission für Antarktische Geographische Namen benannte sie 2013 nach Bergen im Rila- und im Balkangebirge in Bulgarien.